# Стара Церкев
Стара Церкев (словен. Stara Cerkev) је насељено место у општини Кочевје, регија Југоисточна Словенија, Словенија.

## Историја
До територијалне реорганизације у Словенији била је у саставу старе општине Кочевје.

## Становништво
У попису становништва из 2011. године, Стара Церкев је имала 309 становника.
| Број становника према пописима | Број становника према пописима | Број становника према пописима |
| ------------------------------ | ------------------------------ | ------------------------------ |
| 1991                           | 2002                           | 2011                           |
| 326                            | 285                            | 309                            |

## Галерија
- унутрашњост цркве
- црква, спомен-плоча погинулим мештанима у Првом светском рату
- сеоско гробље
- поглед на село и цркву
- некадашња железничка станица